# Šaḥar
Šaḥar (ugaritisch Šḥr, arabisch Schachar, Šahr, Schahr; aramäisch Sahra, Sahr(a) und Nebenform Il-Teri, Ilteri; jüdisch-aramäisch Sehara שחר (אל); neubabylonisch Šeri, Šera und Nebenform Ilteri, Ilteru) ist einerseits die westsemitische Bezeichnung der akkadischen Mondgottheit Sin, andererseits verkörperte Šahar in der ugaritischen Religion den Morgenstern und die Morgenröte. Der Sohn dieser Gottheit war Helel.

## Etymologie
Der anlautende Konsonant der aramäischen Form „Sahr(a)“ ist in älteren Überlieferungen noch mit „Š“ belegt. Erst später wird die syrische Schreibung „Sahra“ („Mond“) übernommen. „Sahr(a)“ wurde in einer weiteren Nebenform keilschriftlich durch „Šér“ und „Tér“ zumeist mit der Vorsilbe „Il“ („Gott“) als „Il-Ter(i)“ geschrieben.
Die Bezeichnung Šér leitet sich aus dem in Nayrab gängigen Namen D„Šahr-idri“ („Še-e-ri-id-ri“, „DXXX-er-id-ri“) sowie der Anrede des Mondgottes durch den babylonischen König Nabonid ab, der für die Verehrung des Mondes die Nairab-Form „Il-Ter(i)“ verwendete. In der Sprachwissenschaft wird angenommen, dass es zudem Einflüsse auf die Namensschreibung aus der ugaritischen Religion bezüglich der Bezeichnung Šéhrum oder Šahrum (Morgenstern) gibt.

## Verwendung des Namens

### Šaḥar als Mondgott
Aus den Beschreibungen des Babylonierkönigs Nabonid während seines zehnjährigen Aufenthaltes in der Oase Tayma wurde die mythologische Schreibung aus der Bezeichnung Teher und Tér-il in Form von Il-Teri (Gott des Mondes/Herr des Mondes) bestätigt.
Die Marduk-Priesterschaft verwendete die Nennung von Il-Teri als Gleichsetzung der Mondgottheit Sin, der von Nabonid zu seinem Hauptgott erhoben wurde. Im Strophengedicht des Nabonid wird dem Babylonierkönig vorgeworfen, zum aramäischen Mondgott Il-Teri gebetet zu haben, der ihm die Geheimnisse der göttlichen Weisheit in einer Offenbarung zukommen ließ und Nabu-na'id damit weiser als Adapa machte.

### Šaḥar als Gottheit der Morgendämmerung
In der ugaritischen Religion gilt Šaḥar als Tochter der Gottheit El. In einem Mythen-Fragment wird berichtet: „El überraschte an einem Brunnen die Göttinnen Athirat und Šapšu und schwängerte sie anschließend.“ Aus dieser Verbindung ging das Götterpaar Šaḥar als Morgendämmerung und Šalim als Abenddämmerung hervor. Beide wurden als freundliche Gottheiten verehrt, die als Mischwesen auftraten.

## Namensvergabe in der Gegenwart
In Anlehnung an die Etymologie wird der arabische Name Sachar, Saḥar als weiblicher Vorname verwendet und bedeutet sinngemäß: Die Herrschende/Königin/Herrin vom frühen Abend bis zur Mitternacht.